# José Luis Elkoro
José Luis Elkoro Unamuno (Elgueta, Guipúzcoa, 14 de marzo de 1935), es un histórico dirigente político abertzale.

## Inicios
Comienza su andadura como activista social participando en una de las abundantes asociaciones culturales de su pueblo, Vergara. Ante la inoperancia del ayuntamiento franquista, éstas se agrupan bajo el nombre de Alkartunai para trabajar por la mejora de los servicios sociales del pueblo, centrándose en los más desfavorecidos (sordos, mudos, viudas, enfermos mentales...). En enero de 1976 Arias Navarro introduce un cambio en la legislación sobre el nombramiento del alcalde que permite que el 2 de febrero de 1976 Elkoro, con el apoyo de la mayoría del consistorio, sea elegido alcalde de Vergara.
Mientras tanto, en los pueblos adyacentes también se han producido movimientos similares, y a partir de ellos, un grupo de alcaldes con inquietudes nacionalistas comienza a reunirse con el objetivo de impulsar la reivindicación de la identidad nacional de Euskal Herria desde el interior del mismo régimen. Esta iniciativa nace del pueblo, por lo que recibe un apoyo popular creciente que, con ritmo acelerado, consecuencia de las ansias de cambio político que se viven en la sociedad, incide notablemente en el panorama político. 
Ese ambiente se palpa el 21 de julio de 1976, día en el que, coincidiendo con la conmemoración del centenario de la abolición de los fueros, se celebran una misa y un pleno extraordinario en el Ayuntamiento de Vergara, a los cuales asisten alcaldes y concejales de 68 municipios vascos. La lectura del manifiesto aprobado en dicho pleno reivindicando la reintegración foral es seguida por decenas de miles de personas venidas de toda Euskal Herria. Sucesivamente, ese acuerdo es firmado por otros ayuntamientos y remitido al rey. 
Entre otros logros, las gestiones favorables para la legalización de la ikurriña en toda Hego Euskal Herria, dan cuenta de la importancia que adquiere también para el gobierno central el movimiento que para entonces es conocido como el Grupo de Vergara o el Movimiento de Alcaldes. 
En el corto pero intenso recorrido del movimiento se desarrollan las conversaciones de Txiberta, encaminadas a consolidar una alianza entre todas las fuerzas políticas de Euskal Herria. Elkoro participa en representación del Grupo en las conversaciones auspiciadas por el histórico dirigente nacionalista Telesforo Monzón. Durante éstas forma parte de la comisión negociadora que se entrevista con el presidente Suárez para tratar la declaración de una amnistía, que finalmente se traduce en los conocidos como “extrañamientos”, medida que no contenta a todas las fuerzas y agrava el desentendimiento entre ellas. Tras el anuncio del Partido Nacionalista Vasco de presentarse a las elecciones sin condición previa alguna, sobreviene el fracaso de la oportunidad para presentarse ante el Estado como un único bloque, y una vez legalizados la mayoría de los partidos, se celebran las primeras elecciones generales “democráticas” en junio de 1977. 

## Egin
Asimismo, en 1978, Elkoro se implica en la campaña de recaudación de fondos para el lanzamiento de un proyecto comunicativo popular, el periódico Egin. Además de su inicial aportación económica, imprescindible para el arranque del proyecto, en 1980 es elegido entre sus miembros Presidente del Consejo de Administración. 
Otra de las reivindicaciones del Grupo de Alcaldes es la convocatoria urgente de elecciones municipales, petición que no llega hasta 1979. Para entonces, participa en calidad de independiente en la creación de una coalición de izquierdas y abertzale, Herri Batasuna (HB). Así, la vocación municipalista de Elkoro vuelve a plasmarse en la legislatura del 1987-1991, durante la cual vuelve a la alcaldía de Vergara, esta vez de mano de HB.

## Herri Batasuna
Además de alcalde, ha sido senador en el Congreso de los Diputados en dos legislaturas (1989-1993 y 1993-1996), parlamentario vasco en dos legislaturas (1984-1986 y 1986-1990) y juntero en las Juntas Generales de Guipúzcoa en dos legislaturas (1983-1987 y 1987-1991). 
El 20 de noviembre de 1989, en vísperas de la toma de posesión como diputados por “imperativo legal”, es tiroteado junto a sus compañeros cuando se encontraba cenando en el hotel Alcalá de Madrid, atentado en el que resulta muerto Josu Muguruza e Iñaki Esnaola es gravemente herido. 
La búsqueda de una solución negociada para el conflicto vasco ha sido una máxima constante en la labor que realizó en el seno de HB, por lo que durante la década de los 90 fueron varios los intentos de mediación entre el gobierno español y la organización ETA con ese fin. 
En esa misma línea, en 1997 la Mesa Nacional de HB, de la cual es miembro, emprende una campaña de difusión del documento que la organización ETA presenta para una solución dialogada del conflicto político-armado: la Alternativa Democrática. La respuesta del Estado no se hace esperar y ordena el encarcelamiento de todos sus integrantes. No obstante, cuatro de ellos, entre los que se encuentra Elkoro, estaban realizando una gira europea con el mismo fin, que a partir de entonces también servirá para denunciar el nuevo atropello contra la libertad de expresión. A su regreso, es detenido y encarcelado. Después de 20 meses en prisión, el Tribunal Constitucional revocó la sentencia por tratarse de una condena que violaba el principio de proporcionalidad entre delito y pena.

## Sumario 18/98
En julio de 1998, a raíz de la clausura del periódico Egin por orden de la Audiencia Nacional, José Luis es imputado en el sumario 18/98 acusado de un delito de integración en banda armada. Aunque ya se encontraba en prisión por su integración en la Mesa Nacional de HB, años más tarde, volverá a correr la misma suerte. Después de un largo proceso judicial que comienza en noviembre de 2005 y dura 16 meses, repleto de irregularidades[cita requerida] y que suscitó numerosas denuncias, incluso a nivel internacional, por graves vulneraciones de derechos humanos, civiles y políticos,[cita requerida] es condenado a 24 años de prisión, la pena más elevada de todas. 
Así, en diciembre del 2007 es detenido por la policía a sus 72 años de edad y es en el calabozo de las dependencias de la Audiencia Nacional cuando su abogado le comunica que padece un cáncer de próstata. Considerando su situación, la jueza decreta su libertad condicional a espera de que el Tribunal Supremo resuelva el recurso interpuesto para la revisión de la condena. Así, el 30 de abril de 2009 es detenido junto con el resto de imputados que se encontraban en libertad condicional para cumplir la condena ratificada en 21 años de prisión.
El 14 de octubre de 2010 salió de prisión a los 75 años de edad.